# Summer Festival (Tarn)
Pour les articles homonymes, voir Summer Festival (homonymie).
Le Summer Festival est un festival de rock, organisé pendant de nombreuses années sur l'aire de loisirs de l'Endrévié à Blaye-les-Mines (Tarn), hormis en 2001, 2003 et 2005 puis, jusqu'en 2008, sur l'Espace Grands Festivals de Cap'Découverte.
En 2001, il avait déjà eu lieu à cet endroit encore en chantier. Mais le surcoût non maîtrisé de la manifestation, lié notamment au manque d'équipements et aux coûteux errements des gestionnaires de Cap'Découverte de l'époque, mis en évidence en 2005 et 2007 dans les rapports de la Chambre régionale des comptes de Midi-Pyrénées et de la Cour des comptes, a conduit les organisateurs à revenir provisoirement sur l'ancien site.
Le festival avait dû être annulé en 2003, en partie à cause d'un mauvais climat économique et social imputable aux réformes du statut d'intermittent du spectacle. L'insuffisance du nombre de réservations et la brusque augmentation du prix des places contribuèrent également à cet échec.
En 2005, le festival a été organisé à la Maison de la Musique de Cap'Découverte, en dépit des habitudes de nombreux festivaliers.
Une ultime édition a eu lieu en septembre 2008 : malgré 5 000 entrées payantes, elle s'est soldée par un déficit de 90 000 €. L'association Rocktime a, dans ces conditions, mis un terme à une expérience longue de vingt-deux années.